# Pablo Wilches
Wilches  Tumbia est un nom espagnol. Le premier nom de famille, en général paternel, est Wilches ; le second, en général maternel, souvent omis, est Tumbia.
Pablo Emilio Wilches Tumbia, né le 13 juillet 1955 à Fusagasugá — comme Luis Herrera —, est un coureur cycliste colombien, professionnel de 1984 à 1993. Il est l'aîné d'une fratrie de quatre coureurs professionnels (dont Gustavo, vainqueur du Tour de Colombie 1990). Il a également deux fils qui sont coureurs cyclistes professionnels.

## Repères biographiques
Après la démonstration de force de Francisco Rodríguez lors du Dauphiné Libéré 1984, celui-ci est approché par l'équipe cycliste Splendor pour passer professionnel chez eux. Rodríguez accepte à la condition d'emmener un compatriote avec lui. Pablo Wilches, selon ses dires, "en mourait d'envie et a sauté sur l'occasion". Avec l'équipe Splendor, il participe à son premier Tour de France dans un relatif anonymat. Il termine toutefois deux fois dans les dix premiers, lors d'arrivées d'étape, dont une troisième place à Crans-Montana. C'est le lendemain de ce podium qu'il ne prendra pas le départ.
Dès l'année suivante, il retourne en Colombie et s'engage avec la première équipe professionnelle de son pays, l'équipe cycliste Café de Colombia. Avec celle-ci, il prendra notamment la cinquième place du Critérium du Dauphiné libéré.
En 1987, il revient sur le Tour de France, comme leader de la deuxième formation professionnelle de son pays, l'équipe Postobón. Après avoir repris quatre minutes aux favoris lors de la onzième étape, il se classe troisième et quatrième des étapes pyrénéennes. Il se retrouve alors sixième au classement général provisoire au soir de la quatorzième étape. Il restera entre la sixième et la neuvième place du général jusqu'à son abandon lors de la vingtième étape. Cette année-là, Wilches remporte son tour national ainsi que la Clásica de Boyacá.
En 1989, il est contrôlé positif à la nandrolone lors de la dernière étape du Tour d'Aragon,.
Après quatre podiums aux classements généraux finals du Tour de Colombie et du Clásico RCN, il remporte la Vuelta a Colombia 1991 (victoire qui lui sera retirée pour contrôle antidopage positif).
À plus de cinquante ans, il continue les compétitions cyclistes. En 2012, il remporte le Tour de Colombie Sénior Máster, dans sa catégorie d'âge, pour la quatrième année consécutivement (et pour la huitième fois toutes catégories confondues). Rafael Tolosa, qui a participé au Tour de France 1983, remporte les six premières étapes mais se fait déposséder du titre, le dernier jour, lors du contre-la-montre final. Depuis qu'il a intégré la catégorie "D", en 2009, Wilches s'était toujours imposé, comme en 2010, ou l'année suivante. Cependant en 2013, son équipier Rafael Tolosa s'impose et réussit à le déposséder du titre. Bien que vainqueur du trophée des grimpeurs, Wilches finit deuxième.

## Équipes
- Amateurs :
  - 1983 :  Ahorros Banco de Colombia[16]
  - 1984 :  Leche La Gran Vía[17]
- Professionnelles[1] :
  - 1984 :  Splendor - Mondial Moquettes - Marc
  - 1985 :  Piles Varta - Café de Colombia - Mavic
  - 1986 :  Postobón Manzana - RCN
  - 1987 :  Postobón Manzana
  - 1988 :  Postobón Manzana
  - 1989 :  Postobón Manzana
  - 1990 :  Pony Malta - Avianca
  - 1991 :  Pony Malta - Avianca
  - 1992 :  Gaseosas Glacial
  - 1993 :  Gaseosas Glacial
  - 1994 :  Jaisa - Banco popular - Philips

## Palmarès
- Tour de Colombie
  - Vainqueur du classement général en 1987.
  - 1 fois sur le podium (3e en 1988)[18].
  - 7 victoires d'étape en 1982, 1986, 1987, 1988, 1990 et 1991[19].
- Clásico RCN
  - 3 fois sur le podium (2e en 1987, 3e en 1988 et en 1990)[20].
  - 7 victoires d'étape en 1987, 1988[21], 1990 et 1991[22].
- Clásica de Boyacá
  - Vainqueur du classement général en 1987[23].
- Tour de Guadeloupe
  - Vainqueur du classement général en 1982[24].
- Coors Classic
  - 1 victoire d'étape en 1988[25].

## Résultats sur lesgrands tours

### Tour de France
3 participations.
- 1984 : non partant au matin de la 21e étape (déchirure musculaire[26]).
- 1985 : abandon lors de la 12e étape.
- 1987 : abandon lors de la 20e étape (tendinite au genou[27]).

### Tour d'Espagne
5 participations.
- 1985 : 39e du classement général.
- 1986 : 29e du classement général.
- 1987 : 24e du classement général.
- 1989 : 33e du classement général.
- 1990 : 24e du classement général.

### Tour d'Italie
1 participation.
- 1991: abandon lors de la 14e étape.

## Résultats sur les championnats

### Championnats du monde professionnels
1 participation.
- Barcelone 1984 : abandon[28].